# والشتورف (شلسویگ-هولشتاین)
والشتورف (به آلمانی: Wahlstorf) یک شهر در آلمان است که در پلون واقع شده‌است. والشتورف ۵۳۳ نفر جمعیت دارد.